# Budynek Królewskiego Instytutu Higieny w Bytomiu
Budynek Królewskiego Instytutu Higieny w Bytomiu – budynek użyteczności publicznej wzniesiony w latach 1902–1905, rozbudowany w 1912 roku, w Bytomiu, wpisany do rejestru zabytków nieruchomych województwa śląskiego.

## Historia

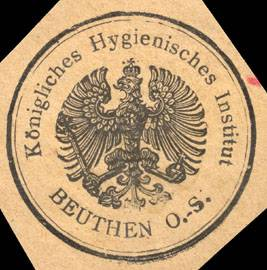
Pieczęć Królewskiego Instytutu Higieny w Bytomiu

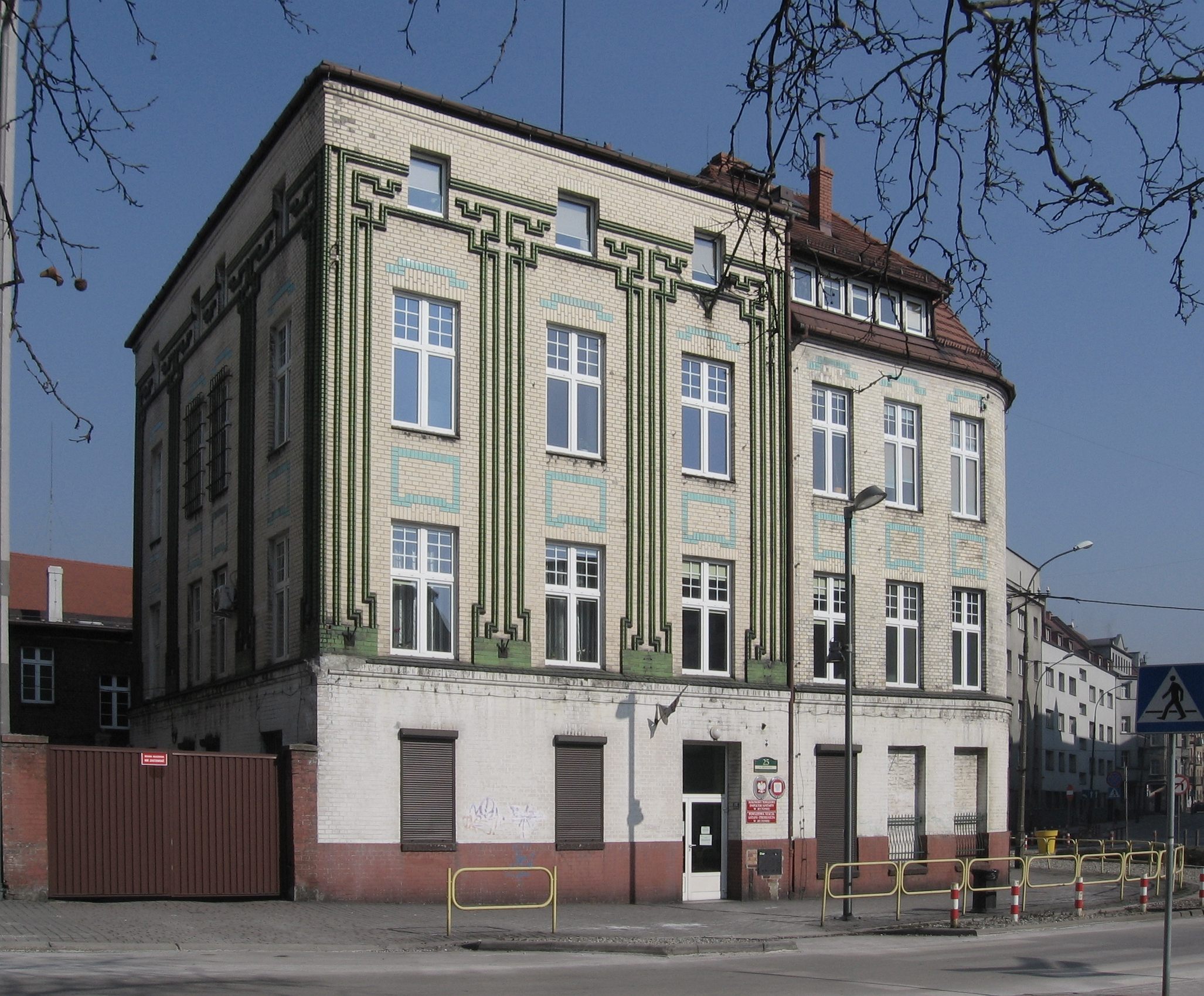
Starsza część budynku, wzniesiona w latach 1902–1905, fot. w 2018 roku

W 1901 roku powołano Stację Higieniczną w Bytomiu (niem. Hygienische Untersuchungsstation), która była oddziałem Instytutu Higieny Uniwersytetu Wrocławskiego. W 1906 roku stacja została przekształcona w Królewski Instytut Higieny (niem. Königliches Hygienisches Institut).
Budynek, który był pierwotnie siedzibą wspomnianej Stacji Higienicznej został wzniesiony w latach 1902–1905 według projektu Karla Bruggera. W 1912 roku rozbudowano gmach instytutu o narożny budynek. 
Stacja początkowo prowadziła badania bakteriologiczne, badała również wodę i żywność. Po przekształceniu w samodzielny instytut, prowadzono w nim badania eksperymentalne nad chorobami zakaźnymi, a także dokształcano lekarzy oraz prowadzono kursy i wykłady o tematyce bakteriologicznej. Placówka w 1939 roku zatrudniała około 70 osób w oddziałach: chemicznym i higieniczno-bakteriologicznym. W obrębie tych oddziałów utworzono laboratoria specjalistyczne; oddział chemiczny działał w laboratorium badań wody i ścieków oraz w laboratorium badań mleka i określania zawartości tłuszczu w produktach mlecznych. Oddział bakteriologiczny miał odrębne laboratorium badań nad wodą, laboratorium patologiczno-anatomiczne i laboratorium do specjalistycznych badań naukowych. Jednym z dyrektorów placówki był Walter von Lingelsheim, współpracownik noblisty Emila Adolfa von Behringa. We wrześniu 1939 roku większość laboratoriów wraz ze sprzętem badawczym została przeniesiona do Katowic. W 1934 roku powstało mieszkanie dla stróża, a w 1947 roku obiekt przeszedł remont generalny, w wyniku którego utworzono w nim mieszkania. 
Obecnie w gmachu mieści się bytomska Powiatowa Stacja Sanitarno-Epidemiologiczna (zob. Państwowa Inspekcja Sanitarna). 27 kwietnia 2011 roku budynek został wpisany do rejestru zabytków nieruchomych województwa śląskiego.

## Architektura
Pierwotny trójkondygnacyjny budynek przy ulicy S. Moniuszki 25 został wzniesiony na planie prostokąta, z użytkowym poddaszem. Elewacje wykonano z glazurowanej cegły z imitacjami pilastrów i belkowania.
W 1912 roku rozbudowano gmach instytutu i wzniesiono przylegający narożny budynek przy ulicy J. Rostka 18 na planie łuku w stylu secesyjnym, z fasadą pokrytą również białą glazurowaną cegłą i udekorowaną ornamentami imitującymi portyk z pilastrami i belkowaniem. Jest to również obiekt trójkondygnacyjny z użytkowym poddaszem.